# NGC 1117-1
NGC 1117-1 (другие обозначения — UGC 2337, MCG 2-8-20, ZWG 440.22, KCPG 80B, PGC 10821) — эллиптическая галактика (E) в созвездии Овен.
Этот объект не входит в число перечисленных в оригинальной редакции «Нового общего каталога» и был добавлен позднее.